# 紅乙女酒造
株式会社紅乙女酒造（べにおとめしゅぞう）は福岡県久留米市田主丸町の酒造メーカー。ふくやの完全子会社である。
胡麻を用いたゴマ焼酎を開発した。

## 概要
胡麻焼酎「紅乙女」をはじめ、麦焼酎、芋焼酎と多彩な焼酎を作っている。
なお、紅乙女酒造では自社の焼酎には「焼けるの文字では縁起が悪い」と、「祥酎」の表記を用いる。
焼酎ブームが一巡した後は販売が低迷し、最終赤字が続いて経営不振に陥り、地域経済活性化支援機構によって再生支援を受けることになり、支援企業としてふくやが選定された。企業再生支援機構が改組されて発足した地域経済活性化支援機構による再生支援の第1号となる。
2023年時点での社員は50名弱。そのうち約半数は女性である。製造現場は4人いるが、2人が女性である。

## 製品
胡麻祥酎
- 紅乙女
  - 紅乙女 STANDARD
レギュラー銘柄。
  - 紅乙女 ゴールド
紅乙女のフラッグシップ的存在。長期熟成。
2013年、2015年に福岡県酒類鑑評会で金賞受賞。

麦祥酎
- 桜明日香
  - 桜明日香 パストラーレⅡ
耳納山地の専用貯蔵所で20年以上熟成させたもの
  - 桜明日香 シルバー
  - 桜明日香 ヴィヴァーチェ
  - 紅乙女樽 FRENCH OAK 長期貯蔵
フレンチオーク樽で3年以上寝かせた原酒とタンク熟成の原酒をブレンドして色調整を行った麦焼酎。
2023年、東京ウイスキー&スピリッツコンペティション 金賞受賞。

梅酒
- 十八番（おはこ）梅酒
ゴマ焼酎を使った梅酒。

## 歴史
- 元禄12年（1699年） - 創業[2]。

林田春野は、久留米の造り酒屋の家に生まれ、田主丸の酒蔵に嫁いだ。林田は第二次世界大戦中から戦後にかけて、4人の子どもを育てながら、酒蔵の経営を支えていた。戦後の日本に洋酒ブームが起こり、日本酒の売上が減少するようになる。同じ頃、林田の夫が病に倒れ、夫に代わって酒蔵を切り盛りすることになる。林田は「これからは焼酎の時代になる」と考え、当時の日本人にとって憧れの酒でもあった洋酒に負けないような香り高い酒を造ることを目指した。しかしながら、当時は「焼酎」と言えば「安酒」のイメージもあったため、伝統ある清酒蔵が焼酎の生産を手がけることには抵抗もあり、別会社として1978年に紅乙女酒造を設立する。
林田の采配は「思い立ったことはすぐに行動に移す」であり、ゴマ焼酎には熟成が肝心とグラスライニングのホーロータンクを200本購入する、東京へ林田1人で営業に赴き、大きな売上を契約を行うといった豪胆な話が多々存在する。アランビック棟にはコニャックの蒸留にも使われるシャラント式蒸留器（単式蒸留器）が備わっているが、日本の焼酎蔵では数少ない。これも林田が1992年にフランスから職人を呼び寄せて設置したもので、2023年時点でも現役で使用されている。
2000年頃から、日本では焼酎ブームが起こるのだが、この流れに紅乙女酒造は後れをとり、売上高の減少が続くことになった。この焼酎ブームの後の日本市場はよりバラエティ豊かな焼酎と、発泡酒などの低価格アルコール飲料が台頭する状況へと変化し、紅乙女酒造は一層の苦境に立たされる。2008年に林田は紅社長の座を退き、2010年に97歳で没する。
- 2013年3月 - ふくやによって完全子会社化される[3]。

ふくやは「地元に育てられた」と地元への恩義を強く感じている会社であり、ホテルの福岡サンパレスや老舗和菓子メーカーの石村萬盛堂なども傘下に入れている。経営再建のための子会社化ではあるが、ふくやは経営には口を出さず、ふくや本社からの紅乙女酒造への出向者は1人のみで、「紅乙女酒造を再生するのは元から紅乙女酒造にいる者」というスタンスであった。これには、紅乙女酒造にはゴマ焼酎という唯一無二の商品があること、ものづくりの会社であること、ふくやと同じく福岡県内の企業として地域に必要な存在であることが理由となっている。
「酒づくりにシナジーがない」これが再生にあたって、ふくや側から紅乙女酒造に言われたことであった。第二創業ともいわれるふくやによる子会社化以降の10年は、この言葉への熟慮と実践であり、継続中の活動内容でもある。
- 2019年5月 - 江口寿史がラベルデザインを手がけた「紅乙女STANDARD 江口寿史ver.」を発売する[5][8]。

人気の漫画家・イラストレーターの江口寿史が描いた女の子のラベルは、「焼酎の“ジャケ買い”」を牽引し、これまでの墨字のラベルとは全く異なる若い世代の消費者層の獲得に成功した。ライターの阿久根佐和子はこの人気について「ラベルを裏切らない焼酎のおいしさがあってこそ」だと述べたうえで、「おいしいからこそ、ラベルデザインも時代に合うものに。ラベルとお酒のシナジーで、新しい飲み手を開拓した」と評している。
- 2022年5月 - 福岡市博多区下川端町に直営の角打ち「焼酎Lab 紅乙女」をオープンする[8]。

蔵と同じ敷地内に試飲スペースやショップを設ける例は少なくないが、蔵元直営のスタンドバーが都市部にある事例は珍しい。飲み手に「見つけられる」ことを待つ一方なのではなく、蔵元自らが飲み手へ歩み寄って、消費者のリアルな声を拾おうとする、いわば飲み手と作り手のシナジー（相乗効果）を狙ったものである。

## ゴマ焼酎
試行錯誤の末、ゴマ油を焼酎に数滴加えると、焼酎独特の臭みが消えることに気づく。風味があり、身体にも良いとされるゴマを最大限に活かすべく、さらに創意工夫を重ね、麦・米麹にゴマを加えて貯蔵熟成させた「ゴマ焼酎」を完成させた。ゴマ焼酎は、コニャックやブランデーにも負けない、自然豊かな風味を楽しめる蒸留酒となった。